# اوست-لوگا
اوست لوگا (روسی: Усть-Луга، روشن شد دهان لوگا, Votian: Laugasuu, lit. دهان لوگا، فنلاندی: Laukaansuu) یک شهرک و ایستگاه راه‌آهن در بخش کینگیسپسکی در استان لنینگراد، روسیه، در نزدیکی مرز استونی است که در مجاورت رودخانه لوگا واقع شده‌است.

## امکانات بندری
لوست لوگا محل یک ترمینال مهم زغال‌سنگ و کود است که با هزینه ۲٫۱ میلیارد دلاری ساخته شده. کار ساخت ر سال ۱۹۹۷ آغاز شد و تا حدی برای جلوگیری از حمل و نقل محموله‌های خشک از طریق کشورهای بالتیک با اصرار رئیس‌جمهور ولادیمیر پوتین، تسریع شد. این کانال ۳۷۰۰ متری، عمیق است و می‌تواند کشتی‌هایی با ظرفیت ۱۵۰۰۰۰ تن و بیشتر را در خود جای دهد. در ماه مه ۲۰۰۸، پوتین تأیید کرد که اوست لوگا نقطه نهایی خط لوله دوم بالتیک در نظر گرفته شده، یک مسیر حمل و نقل نفتی که بلاروس را دور می‌زند.